# Lothar von Gohren
Lothar von Gohren (* 16. März 1874; † 31. März 1923) war ein deutscher Konteradmiral der Reichsmarine.

## Leben

### Militärkarriere
Lothar von Gohren trat am 9. April 1892 in die Kaiserliche Marine ein. Zum 11. April 1892 wurde er Kadett und Mitte September 1895 Unterleutnant zur See. Er diente als Wachoffizier auf der Hertha. Ab Oktober 1908 war er bis September 1911 Referent im Etatsdepartement im Reichsmarineamt.
Von Februar 1912 bis Dezember 1913 war er als Korvettenkapitän (Beförderung am 16. Juni 1909) Kommandant des Kanonenbootes Iltis. Am 13. Oktober 1914 wurde er zum Fregattenkapitän befördert. Später war er bis Juli 1915 Erster Offizier auf der Thüringen. Von August 1915 bis Februar 1916 war er als Fregattenkapitän Kommandant des Kleinen Kreuzers Stuttgart. Anschließend war er bis Kriegsende Abteilungschef im Etatsdepartement im Reichsmarineamt. Am 26. April 1917 war er zum Kapitän zur See befördert worden.
Nach dem Krieg wurde er in die Reichsmarine übernommen und war hier von 1921 bis 1923 Bürodirektor der Marineleitung in Hamburg. Am 1. Oktober 1921 wurde er zum Konteradmiral befördert.

### Familie
Lothar von Gohren war mit Dorothea von Tzschoppe verheiratet. Ihre Tochter Dorothea (* 1909) heiratete 1931 Friedrich Botho zu Solms-Laubach.